# Dolenje Kamenje pri Dobrniču
Dolenje Kamenje pri Dobrniču este o localitate din comuna Trebnje, Slovenia, cu o populație de 16 locuitori.